# Liste von Vermittlungsgeräten gemäß den Kennblättern fremden Geräts D 50/13

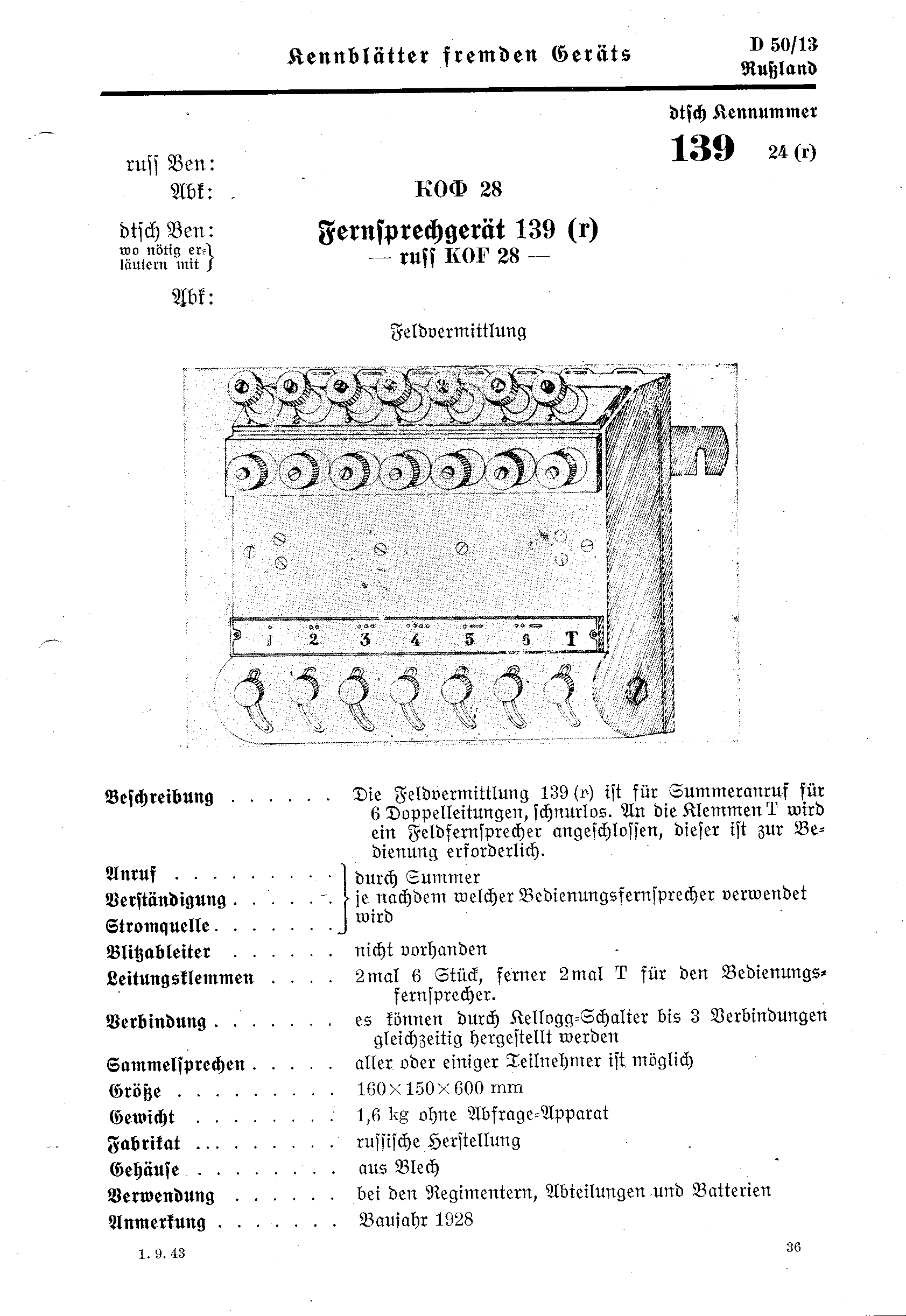
Kennblattbeispiel zu
D 50/13 Nr 139 24 (r)

In dieser Liste von Vermittlungsgeräten gemäß den Kennblättern fremden Geräts D 50/13 werden Geräte jeglicher Art zur Vermittlung aufgeführt, wie Klappenschränke, die vom Heereswaffenamt verzeichnet wurden.
Nachfolgend ein Überblick/Auszug zur offiziellen Dokumentation Kennblätter fremden Geräts D 50/13: Nachrichtengerät.

## Hinweise zur Liste
Aufbau der Tabelle
Untenstehende Tabelle führt folgenden Spalteninhalte:
- dtsch. Kennnr. (deutsche Kenn-Nummer), dies entspricht dem Originalindex in den Kopfzeilen der Kennblätter mit Kennnummer, Stoffgebietenummer und Beutezeichen.
- Abk. dtsch. Ben. (Abkürzung deutsche Benennung), Originalbezeichnung entnommen aus der fünften Zeile der Kennblätter.
- Landesbez. nach HWA (Heereswaffenamt), Originalangaben entnommen aus der ersten Zeile der Kennblätter.
- Bild, eine Bildauswahl aus Wikipedia für dieses Objekt.
- Bemerkungen, Hier werden Links zu bereits existierenden Wikipedia-Artikeln eingetragen.

 Info: Die in der Tabelle angegebenen Originaleinträge sollen nicht geändert werden, weil diese den Angaben aus den Kennblättern entsprechen. Nach neuerem Forschungsstand sind teilweise Errata in den Kennblättern erkannt worden. Diese werden unten im Abschnitt Anmerkungen jeweils zur Kenn-Nummer erläutert. Die Wikilinks in den runden Klammern sollten das Lemma der entsprechenden Artikel in Wikipedia enthalten.
| dtsch. Kennr. | Abk. dtsch. Ben.        | Landesbez.nach HWA (Wikipedia-Artikel) | Bild         | Bemerkungen |
| ------------- | ----------------------- | -------------------------------------- | ------------ | --- |
| 136 24 (a)    | F. Ger. 136 (a)         | in D 50/13 keine Angabe                | Bilderwunsch | mehrere Vermittlungskästchen werden zu einer Vermittlung geschaltet, ein Kästchen pro Leitung                                                                                |
| 136 24 (r)    | F. Ger. 136 (r)         | EE-2                                   |              | Feldvermittlung für sechs Einzelleitungen, nur für Summer-Apparate geeignet, Nutzung bei: Bataillonsstäben Abteilungsstäben Batteriestäben Kavallerie-Regimentern            |
| 137 24 (r)    | F. Ger. 137 (r)         | Ericson Numerator                      |              | Feldvermittlung für zwölf Einzelleitungen, große Abhörmöglichkeit, Nutzung bei: Divisionsstäben                                                                              |
| 138 24 (r)    | F. Ger. 138 (r)         | in D 50/13 keine Angabe                |              | Feldvermittlung für sechs Doppelleitungen, Nutzung bei: Bataillonsstäben Abteilungsstäben Batteriestäben Kavallerie-Regimentern                                              |
| 139 24 (r)    | F. Ger. 139 (r)         | КOФ 28 (KOF 28)                        |              | Feldvermittlung für sechs Doppelleitungen, Nutzung bei: Regimentern Abteilungen Batterien                                                                                    |
| 140 24 (a)    | F. Ger. 140 (a)         | BD-9                                   |              | Feldvermittlung für vier Linien, Vermittlungs- und Bedienungsfernsprecher, Nutzung bei: Infanterie-Brigaden Infanterie-Regimentern                                           |
| 140 24 (e)    | F. Ger. 140 (e)         | Switchboard, U. C. 6-Line              |              | Feldvermittlung für Anschluss von sechs Teilnehmern, Nutzung bei: Bataillonen Artillerie-Regimentern                                                                         |
| 140 24 (r)    | F. Ger. 140 (r)         | in D 50/13 keine Angabe                |              | Feldvermittlung für Anschluss von sechs Teilnehmern, für insgesamt 16 Leitungen Nutzung bei: Infanterie-Regimentern Kavallerie-Regimentern                                   |
| 141 24 (a)    | F. Ger. 141 (a)         | BD-10                                  |              | Feldvermittlung für sechs Linien |
| 141 24 (e)    | F. Ger. 141 (e)         | Switchboard, U. C. 10-Line             |              | Feldvermittlung für Anschluss von zehn Teilnehmern, Nutzung bei: Divisionen                                                                                                  |
| 141 24 (r)    | F. Ger. 141 (r)         | in D 50/13 keine Angabe                |              | Feldvermittlung mit Doppelleitungen, Fabrikat Geisler Nutzung bei: Regimentsstäben Divisionsstäben                                                                           |
| 142 24 (a)    | F. Ger. 142 (a)         | BD-11                                  |              | Feldvermittlung für zwölf Linien, besteht aus zwölf Vermittlungskästchen 136 (a) Nutzung bei: Infanterie-Divisionen Kavallerie-Divisionen Feldartillerie-Einheiten           |
| 142 24 (r)    | F. Ger. 142 (r)         | PE 12                                  |              | Feldvermittlung für zwölf Einzel- oder Doppelleitungen, Nutzung bei: Regimentern Divisionen                                                                                  |
| 143 24 (a)    | F. Ger. 143 (a)         | BD-14                                  |              | Feldvermittlung für 14 Linien, Nutzung bei: Infanterie-Divisionen |
| 143 24 (r)    | F. Ger. 143 (r)         | P 20                                   |              | Feldvermittlung für 20 Doppelleitungen mit Ortsbatterie oder zwei Doppelleitungen mit Zentralbatterie, Gespräch durch Vermittlung nicht hörbar Nutzung bei: Armee Armeekorps |
| 144 24 (r)    | F. Ger. 144 (r)         | P 60                                   |              | Feldklappenschrank für 60 Doppelleitungen, Anschluss von Feld- und Ortsnetzen, Nutzung bei: höheren Stäben                                                                   |
| 145 24 (f)    | F. Verm. 145 (f)        | Routin 4 Mod 32                        |              | Feldvermittlung für vier Teilnehmer |
| 146 24 (f)    | F. Verm. 146 (f)        | Routin 8 Mod 32                        |              | Feldvermittlung für acht Teilnehmer |
| 147 24 (f)    | F. Klapp. Schr. 147 (f) | in D 50/13 keine Angabe                |              | Festungsklappenschrank in wasserdichtem Gehäuse, für vier Teilnehmer |
| 148 24 (f)    | F. Klapp. Schr. 148 (f) | in D 50/13 keine Angabe                |              | Festungsklappenschrank für 16 oder 32 Teilnehmer |
| 148 24 (r)    | Klapp. Schr. 148 (r)    | in D 50/13 keine Angabe                |              | Klappenschrank für 100 Doppelleitungen, Fabrikat Ericson |
| 150 24 (a)    | Klapp. Schr. 150 (a)    | BD-50                                  | Bilderwunsch | Klappenschrank für vier Linien, Nutzung bei: Infanterie-Divisionen Kavallerie-Divisionen                                                                                     |
| 152 24 (a)    | Klapp. Schr. 152 (a)    | WE-1220 D                              |              | Klappenschrank für 105 Linien, Nutzung bei: höheren Stäben |
| 155 24 (r)    | Fahrb. Verm. 155 (r)    | ГАС-AA                                 |              | in LKW fest eingebaute fahrbare Vermittlung |